# 1754 au théâtre
| Années du théâtre : 1751 - 1752 - 1753 - 1754 - 1755 - 1756 - 1757    |
| Décennies du théâtre : 1720 - 1730 - 1740 - 1750 - 1760 - 1770 - 1780 |

## Événements
- Le diplomate italien Giacomo Durazzo, envoyé extraordinaire de la république de Gênes à Vienne en 1749, entre dans les grâces de l'impératrice Marie-Thérèse d'Autriche ; il est nommé en 1754 directeur général des spectacles (Generalspektakeldirektor) de Vienne en 1754 et procède à une réforme complète des théâtres impériaux : il introduit l'opéra-comique, entretient des échanges permanents avec Favart à Paris et fait venir Gluck à la cour[1].
- Antoine de Léris publie à Paris la première édition de son Dictionnaire portatif des théâtres, contenant l'origine des différens théâtres de Paris, qui constitue un outil de référence indispensable aux historiens du théâtre et de la littérature en France du XVe au XVIIIe siècle.
- L'acteur et dramaturge britannique David Garrick acquiert Hampton House, une maison de campagne à Londres dans le quartier de Richmond upon Thames, qui prendra le nom de Villa Garrick.
- Le dramaturge français Prosper Jolyot de Crébillon est élu à l'Académie des sciences, belles-lettres et arts de Rouen ; il compose son discours de réception en alexandrins.

## Pièces de théâtre représentées
- 13 février : Les adieux du goût, comédie en un acte & en vers avec un divertissement, de Claude-Pierre Patu et Portelance, Paris, Théâtre-Français.
- avril : Les Méprises, comédie en un acte et en vers de Pierre Rousseau, Paris, Théâtre-Français.
- 14 août : La Servante maîtresse, comédie en deux actes mêlée d'ariettes, de Pierre Baurens, parodie de La Serva padrona de Pergolesi, Paris, Théâtre-Italien.

## Naissances
- 15 février : Pierre-Louis Roederer, avocat, journaliste, dramaturge et homme politique français, mort le 17 décembre 1835.
- 1er décembre : Antoine Dorfeuille, comédien, dramaturge et révolutionnaire français, , mort assassiné lors de la Terreur blanche le 5 mai 1795.
- 4 décembre : Friedrich Julius Heinrich von Soden, essayiste, dramaturge et directeur de théâtre allemand, mort le 13 juillet 1831.
- 23 décembre : Noël Aubin, libraire-éditeur et auteur dramatique français sous le pseudonyme de Desfougerais ou Desfougerets, mort le 18 août 1835.

- Date précise inconnue :
  - Pierre-Nicolas André dit de Murville, poète et dramaturge français, mort en janvier 1815.

## Décès
- 28 janvier : Ludvig Holberg, historien et dramaturge danois, né le 3 décembre 1684.
- 6 mars : Christlob Mylius, écrivain allemand, auteur d'une comédie Die Ärzte (Les Médecins), né le 11 novembre 1722.
- 14 mars : Pierre-Claude Nivelle de La Chaussée, auteur dramatique français, né le 14 février 1692.
- 4 juillet : Philippe Néricault-Destouches, dit Destouches, comédien et auteur dramatique français, né le 9 avril 1680.